# Nathan Doyle
Nathan Luke Robert Doyle (Derby, 12 gennaio 1987) è un ex calciatore inglese, di ruolo centrocampista.

## Carriera

### Club
Nella stagione 2008-2009 ha giocato 3 partite nella prima divisione inglese con l'Hull City; in carriera ha inoltre giocato complessivamente anche 109 partite (con 2 reti segnate) nella seconda divisione inglese, con le maglie di Derby County, Hull City e Barnsley.

### Nazionale
Ha giocato in tutte le nazionali giovanili inglesi incluse tra l'Under-16 e l'Under-19.